# Potsdam, New York (ort)
Potsdam är en universitetsort i delstaten New York i USA, belägen i St. Lawrence County. Orten hade 9 428 invånare vid 2010 års folkräkning och utgör administrativt en egen kommun, Village of Potsdam. Orten är säte för State University of New York at Potsdam (SUNY Potsdam) och det privata Clarkson University.